# Louis Jacques Thénard
Louis Jacques Thénard (4 tháng 5 năm 1777 - 21 tháng 6 năm 1857), là một nhà hóa học người Pháp.

## Tiểu sử
Cha ông là một người nông dân nghèo nhưng đã cho ông học tại Học viện Sens. Năm 16 tuổi ông được gửi đến Paris để học dược. Ở đó ông đã tham dự các bài giảng của Antoine François Fourcroy và Louis Nicolas Vauquelin. Ông được phép vào phòng thí nghiệm của Vauquelin mặc dù ông không thể trả khoản phí hàng tháng là 20 franc vì yêu cầu của chị gái của Vauquelin.. Tuy nhiên, ông tiến bộ đã nhanh đến mức trong vòng hai đến ba năm ông đã có thể lấy vị trí tại bàn thuyết trình, Fourcroy và Vauquelin rất hài lòng với thành tích của ông, họ đã giúp ông một cuộc hẹn năm 1797 với tư cách là giáo sư hóa học, và vào năm 1798 một là giảng viên tại Trường Bách khoa Paris.

## Công việc
Năm 1804, Vauquelin từ chức giáo sư tại trường Collège de France và đã sử dụng ảnh hưởng của mình để có được cuộc hẹn cho Thénard. 6 năm sau, sau cái chết của Fourcroy, Thénard được bầu vào ghế chuyên gia hóa học tại Trường Bách khoa Paris và Faculté des Sciences. Năm 1821, ông được bầu làm thành viên nước ngoài của Viện Hàn lâm Khoa học Hoàng gia Thụy Điển. Năm 1825, ông nhận danh hiệu nam tước từ Charles X của Pháp. Từ năm 1827 đến năm 1830, ông đại diện cho bộ phận của Yonne trong phòng của các đại biểu và làm phó chủ tịch của Hội đồng Giáo dục Công lập cao cấp, ông đã có ảnh hưởng lớn đến giáo dục khoa học ở Pháp. Ông qua đời ở Paris ngày 21 tháng 6 năm 1857. Một bức tượng được dựng lên để tưởng nhớ ông tại Sens vào năm 1861 và năm 1865 tên của làng quê ông đã được đổi thành La Louptière-Thénard.

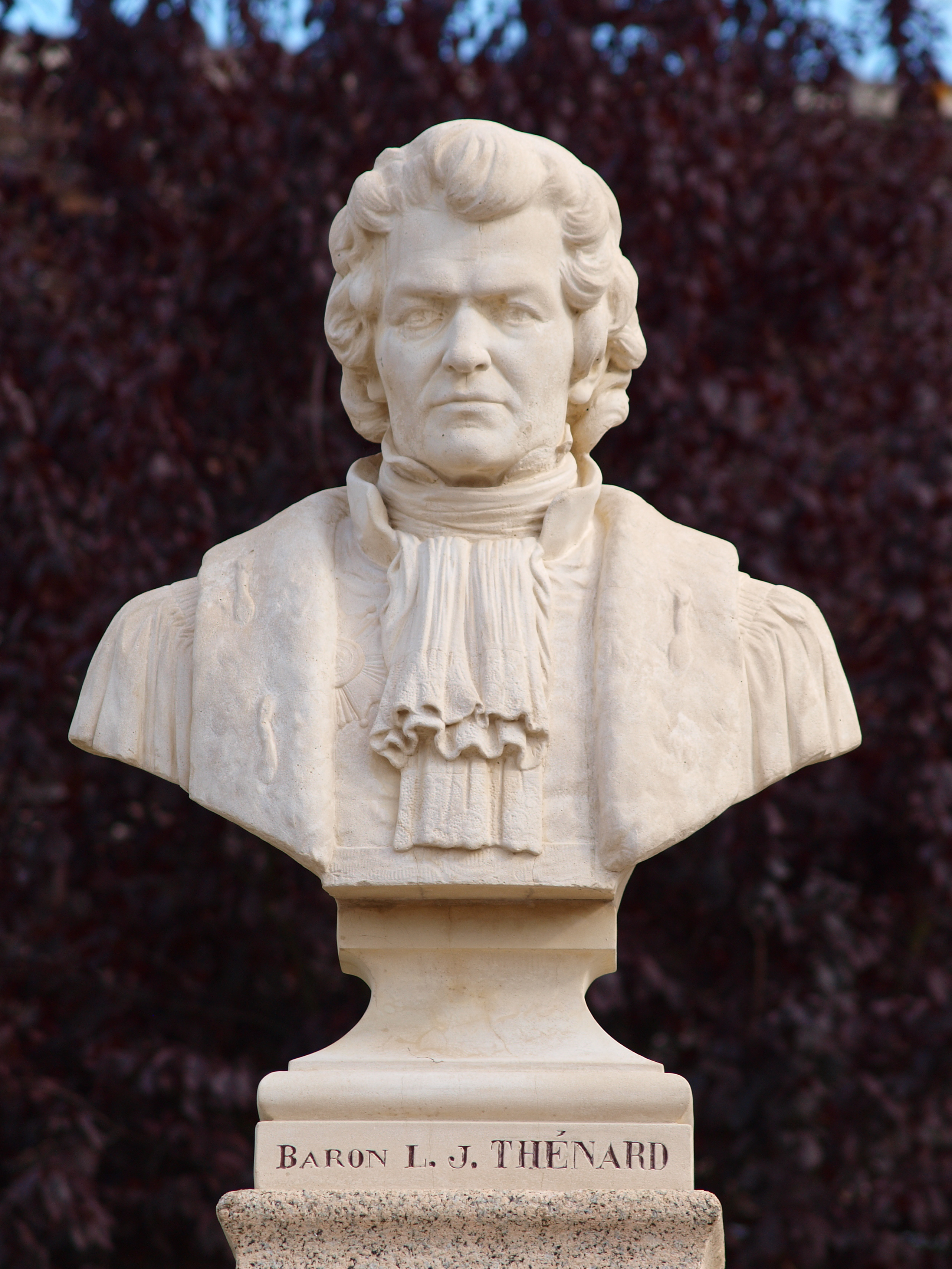
Bức tượng của Louis Jacques Thénard tại làng quê của ông

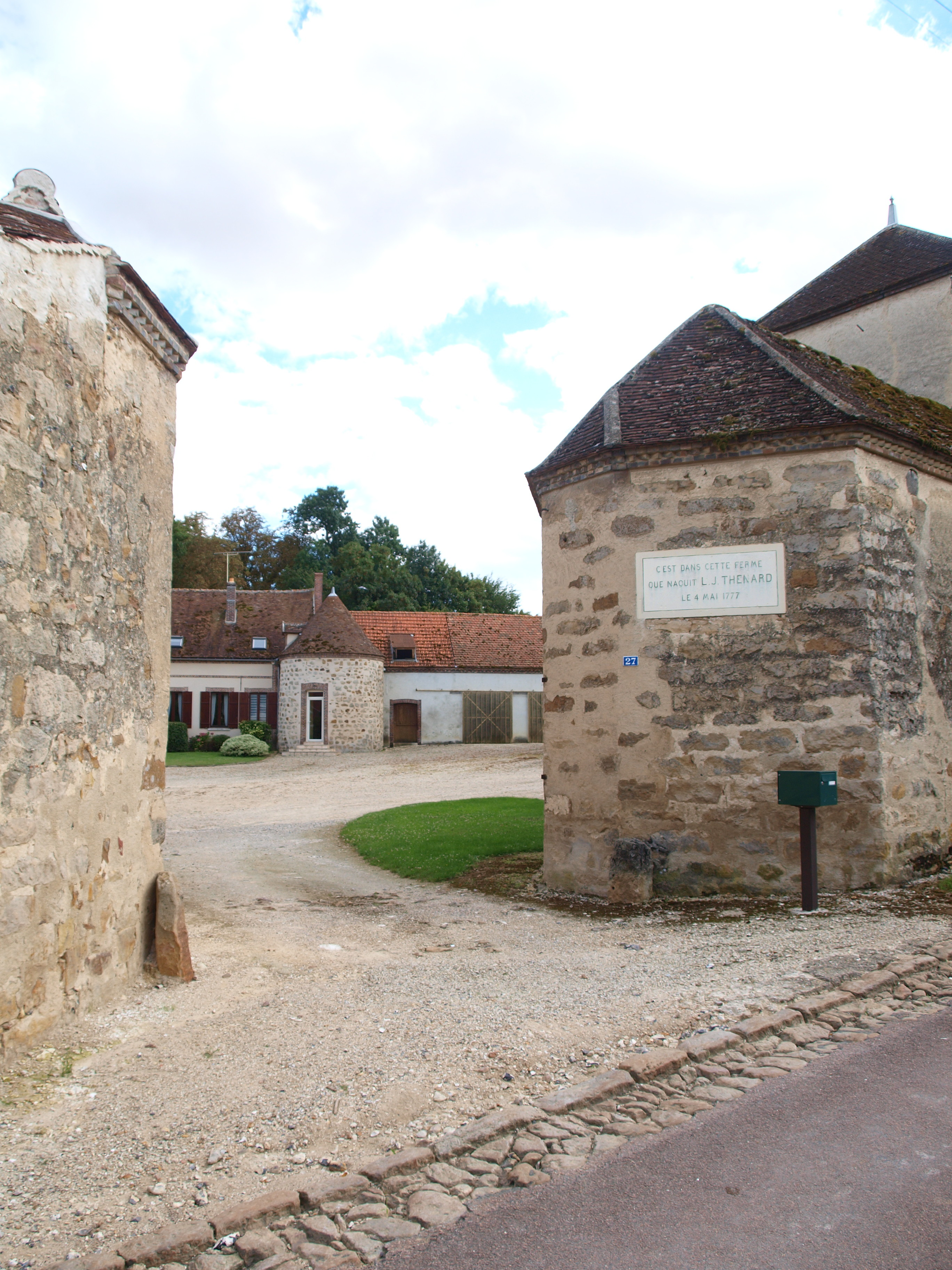
Nơi sinh của Thénard tại La Louptière-Thénard

## Nghiên cứu khoa học
Ngay sau khi được bổ nhiệm làm giảng viên tại Trường Bách khoa Paris, ông bắt đầu một mối quan hệ lâu dài với Joseph Louis Gay-Lussac và hai người cùng thực hiện nhiều dự án nghiên cứu với nhau. Phân tích cẩn thận đã khiến ông tranh luận về quan điểm lý thuyết của Claude Louis Berthollet về thành phần của các oxit kim loại và ông cũng cho thấy "axit zoonic" của Claude Louis Berthollet là axit axetic không tinh khiết (1802). Đáp lại, Berthollet mời ông trở thành thành viên của Hiệp hội Arcueil.
Nghiên cứu đầu tiên của ông (1799) là các hợp chất của asen và antimon với oxy và lưu huỳnh. Năm 1807, ông bắt đầu nghiên cứu quan trọng về ete. Các nghiên cứu của ông về axit sebacic (1802) và mật (1807) đáng được nhắc đến cũng như khám phá ra hydro peroxide (1818).. Năm 1799, ông phát triển sắc tố được gọi là màu xanh Thénard để đáp ứng yêu cầu của Jean-Antoine-Claude Chaptal về một chất màu giá rẻ.
Ông là 1 trong 72 người được ghi tên trên tháp Eiffel..